# Trinity College (Connecticut)
Pour les articles homonymes, voir Trinity College.
Le Trinity College est une université privée d'arts libéraux à Hartford, dans le Connecticut.
Fondée sous le nom de Washington College en 1823, c'est le deuxième plus ancien collège de l'État. Mixte depuis 1969, le collège compte plus de 2 000 étudiants.